# Gud, välsigna och beskydda
Gud, välsigna och beskydda psalm med fyra 8-radiga verser författade av Erik Nyström.

## Publicerad i
- Svensk söndagsskolsångbok 1908 som nr 317 under rubriken "Konung och fosterland"
- Svenska Missionsförbundets sångbok 1920 som nr 716 under rubriken "Konung och Fädernesland".
- Sionstoner 1935 som nr 766 under rubriken "Konung och fosterland"